# Antocha (Antocha) incurva
Antocha (Antocha) incurva is een tweevleugelige uit de familie steltmuggen (Limoniidae). De soort komt voor in het Oriëntaals gebied.